# Rosa Silberer

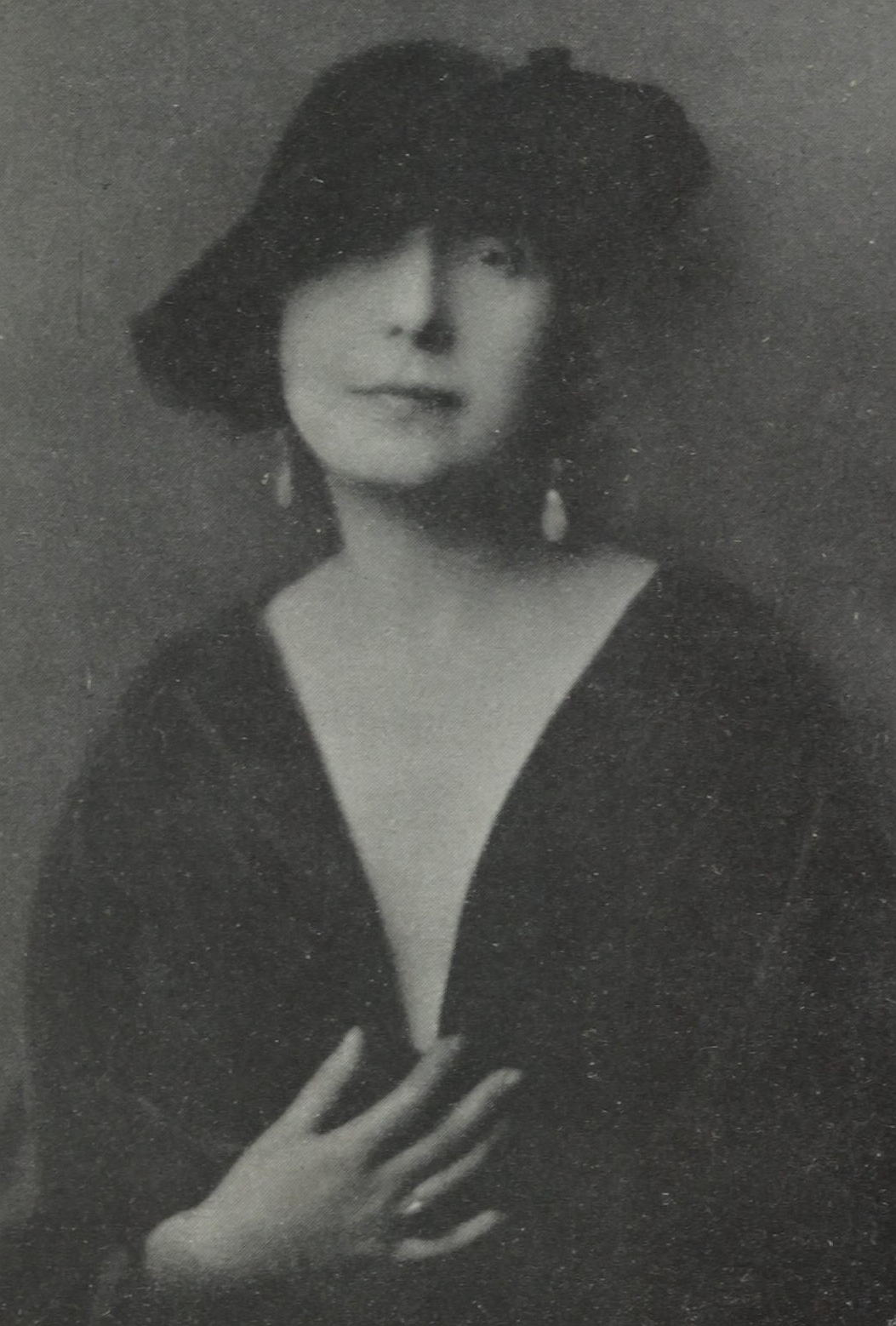
Rose Silberer (Fotografie Georg Fayer)

Rosa Silberer, geboren als Miriam Rose Silberer (geboren 4. Januar 1873 in Wien, Österreich-Ungarn; gestorben 23. September 1942 im Ghetto Theresienstadt), war eine österreichische Bildhauerin und Journalistin.

## Leben
Rosa Silberer war eine Tochter des Zahnarztes Salomon Silberer (1842–1922) und von Angela Silberer, geb. Beer (1856–1943); ein jüngerer Bruder war der Journalist Geza Silberer („Sil-Vara“) (1876–1938).
Silberer studierte beim Bildhauer Rudolf Weyr und besuchte einen Kurs beim Anatomen Julius Tandler. Ab 1902 war Silberer mit ihren bildhauerischen Arbeiten zu Ausstellungen in Wien eingeladen, so u. a. beim Hagenbund.
Etwa zwischen 1905 und 1914 hielt sie sich in Paris auf, wo sie auch ausstellte. Reisen führten sie nach Sizilien, Florenz und nach Rom, wo sie 1914 an der Internationalen Kunstausstellung der Secession teilnahm. Sie arbeitete in Stein, Marmor und Bronze. Ihre Plastiken waren symbolischen und mythologischen Inhalts. Die Plastik Sonnenaufgang war im Besitz des Wiener Frauenklubs. Sie schuf Grabmäler für den Döblinger Friedhof.
Nach dem Ersten Weltkrieg musste sie die Bildhauerei aus wirtschaftlichen Gründen aufgeben und wurde Journalistin. Sie schrieb freiberuflich Feuilletons und Literaturkritiken in der Neuen Freien Presse und behandelte auch in anderen Zeitungen Fragen zur Stellung der Frau in der Gesellschaft und in der Kunst. 1919 vertonte Alfred Szendrei ihr Opernlibretto Der türkisenblaue Garten, die Oper wurde 1920 in der Oper Leipzig uraufgeführt. Im Essayband Stimmen in der Wüste setzte sie sich mit den Theorien Josef Poppers auseinander. Sie gab einen Band Gedichte von Hans Christian Andersen heraus. Sie war Mitglied im Verein der Schriftstellerinnen und Künstlerinnen Wien (VSKW) und im PEN-Club sowie 1929 Gründungsmitglied des ersten österreichischen Clubs von  Soroptimist International Österreichische Union.
Silberer wurde am 28. August 1942 mit dem Transport IV/9 von Wien in das Ghetto Theresienstadt deportiert. Einen Monat später beging sie Suizid mit unbekanntem Gift. Ihre Mutter Angela starb im Februar 1943 ebenfalls im Ghetto Theresienstadt. Ihr Bruder Siegfried wurde 1943 aus Frankreich in das KZ Auschwitz deportiert. Ihr 1884 geborener Bruder Marcel wurde 1942 in das Vernichtungslager Maly Trostinez deportiert. Ihre 1892 geborene Schwester Paula, verheiratete Silten, wurde 1942 Opfer des Holocaust.

## Werke (Auswahl)
- Aladár Szendrei, Rose Silberer: Der türkisenblaue Garten. Ein Spiel von Liebe und Tod in einem Akt. Universal-Edition, Wien 1919.
- An einen Pagen. Briefe aus Rom. Wiener literarische Anstalt, Wien 1920.
- Stimmen in der Wüste. Wiener literarische Anstalt, Wien 1920.
- Verschleierte Frauenantlitze. Carl Konegen, Wien 1924.
- Österreich. Charakterstudie eines Landes. Steryrermühl, Wien 1929.